# Kulturradikalism
Kulturradikalism är en åskådning som utmanar den traditionella normen inte bara inom konst, musik, litteratur och andra kulturyttringar, utan även utmanar de allmänna sociala värderingarna i samhället. Termen har sitt ursprung i Danmark under 1800-talets sista decennier med Georg Brandes och andra kulturdebattörer kring det moderna genombrottet. 
I kulturradikalismens natur ligger att inta en kritisk hållning till rådande konventioner inom kulturområdet. Efterhand som tidsandan ändras påverkas därför också kulturradikalismens positioner. Motsatsen till kulturradikalism betecknas vanligen med termen kulturkonservatism.

## Sverige
I Sverige har kulturradikala ofta varit negativt inställda till kristendom, och till de maktstrukturer som de anser finnas i det etablerade samhället. Historiskt har många socialistiska och liberala akademiker tillhört gruppen kulturradikaler. Här kan Gustaf af Geijerstam, [
Bengt Lidforss, Herbert Tingsten, Vilhelm Moberg och Ingemar Hedenius anföras som exempel.
Allt sedan 1960-talet och trolöshetdebatten har mycket av kulturradikalismens tyngdpunkter handlat om livsstil och familj: fri kärlek, icke-traditionella familjeformer och sexuellt heterodoxa livsval (jfr HBT och queerteori). Med kulturradikalismens framflyttade positioner är det i det tidiga 2000-talets Sverige inte lätt att avgöra vad kulturradikalism i Sverige i praktiken är, eller om det över huvud taget längre existerar. De enda riksdagspartierna som idag klart driver en politik som inte är kulturradikal i traditionell bemärkelse är Kristdemokraterna och Sverigedemokraterna.